# Municipio de Somerset (condado de Washington)
El municipio de Somerset (en inglés, Somerset Township) es un municipio del condado de Washington, Pensilvania, Estados Unidos. Tiene una población estimada, a mediados de 2023, de 2576 habitantes.

## Geografía
Está ubicado en las coordenadas 40°08′45″N 80°03′30″O / 40.14583, -80.05833 (40.145756, -80.058283).

## Demografía
Según la estimación 2018-2022 de la Oficina del Censo, los ingresos medios de los hogares son de $78,462 y los ingresos medios de las familias son de $108,854. Alrededor del 5.3% de la población está por debajo de la línea de pobreza.